# 上良潤起
上良 潤起（うえら じゅんき、1997年8月26日 - ）は、沖縄県糸満市出身のプロバスケットボール選手。ポジションはシューティングガード。横浜エクセレンス所属。

## 来歴
西崎小学校3年生時にバスケットボールを始める。糸満市立西崎中学校から沖縄県立小禄高等学校に進学し、インターハイでベスト8。九州産業大学でインカレベスト16。
大学在学中の2020年1月、Bリーグの香川ファイブアローズに特別指定選手として入団。背番号93。同シーズンは8試合に出場。
2020-21シーズンから本契約選手として引き続き香川と契約。糸満市出身者としては初のプロバスケットボール選手となる。同シーズン、プレータイムを伸ばして48試合に出場。2021-22シーズンはB2西地区優勝メンバーとなる。
2023-24シーズンは香川がB3所属となったが上良は香川に残留し、キャプテンに就任した。
2024-25シーズンは鹿児島レブナイズに移籍した。
2025年6月4日に横浜エクセレンスと契約を結んだ。